# Căpâlnița
Căpâlnița (węg. Kápolnásfalu) – wieś w Rumunii, w okręgu Harghita, w gminie Căpâlnița. W 2011 roku liczyła 2026 mieszkańców.